# Patrick Beverley
Patrick Beverley (Chicago, Illinois, 1988. július 12. –) amerikai kosárlabdázó, az izraeli Premier League-ben szereplő Hapóél Tel-Aviv játékosa. Egyetemen az Arkansas Razorbacks csapatában játszott, mielőtt három és fél évet töltött volna Ukrajnában, Görögországban és Oroszországban. 2013 januárjában leigazolta a Houston Rockets, ahol gyorsan a csapat kezdő irányítója lett. 2017 júniusában a Los Angeles Clippers csapatába küldték.
Beverleyt háromszor is beválasztották az NBA védekező csapataiba, erőszakos játékáról ismert. Intenzív játékstílusa miatt több pályán történt incidensnek is a része volt.

## Pályafutása

### Ukrajna és Görögország (2008–2010)

#### BC Dnyipro
2008 októberében Beverley aláírt egy „éppen csak hat számjegyű” szerződést az ukrán Dnyipro csapatával. Játszott az Ukrán Liga All Star-gáláján és megnyerte a helyi Slam Dunk Contestet. 46 meccset játszott a csapat színeiben, 16,7 pontot, 7 lepattanót, 2,2 labdaszerzést és 3,6 gólpasszt átlagolt, 1,3 blokk mellett.

#### Olimbiakósz BC
Automatikusan választható játékos lett a 2009-es NBA-drafton, ahol a 42. helyen választotta ki a Los Angeles Lakers. 2009. június 26-án, egy nappal a draft után a Miami Heat bejelentette, hogy megszerezték a játékos draftjogát egy 2011-es második köri választásért és pénzösszegért cserében. Nem sokkal később elengedte a Heat.
2009. augusztus 26-án Beverley aláírt a görög Olimbiakósszal. Hozzásegítette csapatát egy görög kupagyőzelemhez és elérte az Euroliga és a Görög Kosárlabdaliga döntőjét. Tizenkilenc Euroliga mérkőzésén 2,7 pontot, 1,9 lepattanót átlagolt.

### Szpartak Szentpétervár (2011–2012)

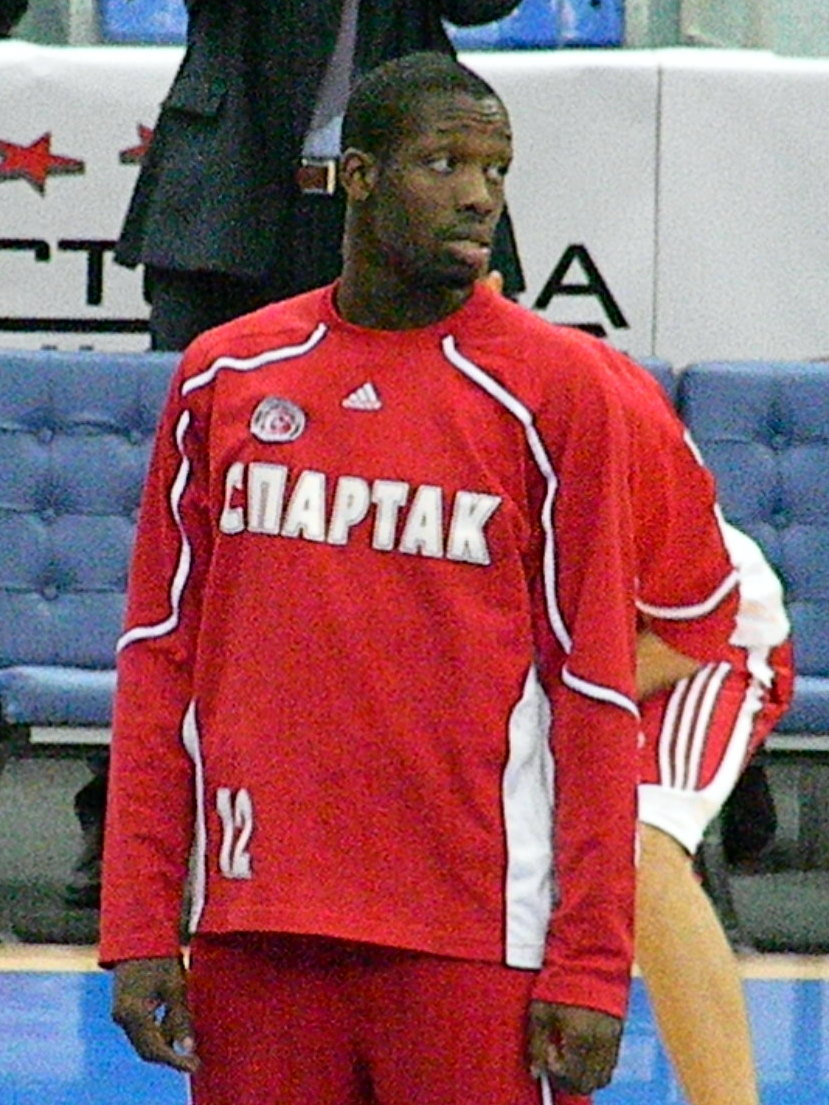
Beverley 2011 márciusában, a Szpartak színeiben.

2011. január 9-én aláírt a Szpartak Szentpétervárral a 2010–2011-es szezon hátralévő részére. 2011. november 10-én meghosszabbította szerződését a csapattal, amely 2014-ig futott, egy lehetséges extra évvel. 2012. január 28-án karriercsúcs 28 pontot szerzett, 7 lepattanó és 5 gólpassz mellett a Szpartak Primorje ellen.
2012. április 6-án megválasztották az EuroKupa MVP-nek a 2011–2012-es szezonra, amelyben kiemelkedően játszott és a torna elődöntőéig vezette csapatát. Ő szerezte a legtöbb pontot, labdaszerzést, a második legtöbb lepattanót, gólpasszt és hárompontost a Szpartakban, illetve neki volt a legmagasabb PIR-indexe az évadban. Ő lett a legalacsonyabb játékos a torna történetében, aki több, mint egy lepattanót átlagolt egy szezonban.
2012. július 19-én Beverley bejelentette, hogy nem fog visszatérni az orosz csapathoz a 2012–2013-as szezonra, de a Szpartak nem engedélyezte szerződésének felbontását, amíg nem kap egy ajánlatot egy NBA-csapattól. 2012. december 23-án hagyta el végül Szentpétervárt, miután megegyezett a Houston Rockets csapatával.

### Houston Rockets (2013–2017)
2013. január 7-én aláírt egy több éves szerződést a Rockets csapatával és azonnal az NBA D-League-ben szereplő Rio Grande Valley Vipers csapatába küldték. Egy hetet töltött a második ligában mielőtt bemutatkozott volna az NBA-ben, 2013. január 15-én, a Los Angeles Clippers ellen. Mindössze két percet játszott, amely alatt 3 pontot, egy gólpasszt és egy labdaszerzést szerzett. Február 23-án három hárompontosa volt, a Washington Wizards ellen, amely meccsen karriercsúcs 15 pontja volt. Első szezonjában 5,6 pontot, 2,7 lepattanót, 2,9 gólpasszt és 0,9 labdaszerzést átlagolt 41 mérkőzésen. A Rockets második meccsén, a rájátszás első fordulójában az Oklahoma City Thunder ellen először volt kezdő NBA-karrierjében, 16 pontot, 12 lepattanót, 6 gólpasszt, 2 labdaszerzést és egy blokkot szerzett. A negyedik meccsen is ugyanennyi pontot szerzett, amellyel a Rockets elkerülte a kiesést. Végül hat meccs alatt vesztették el a sorozatot.

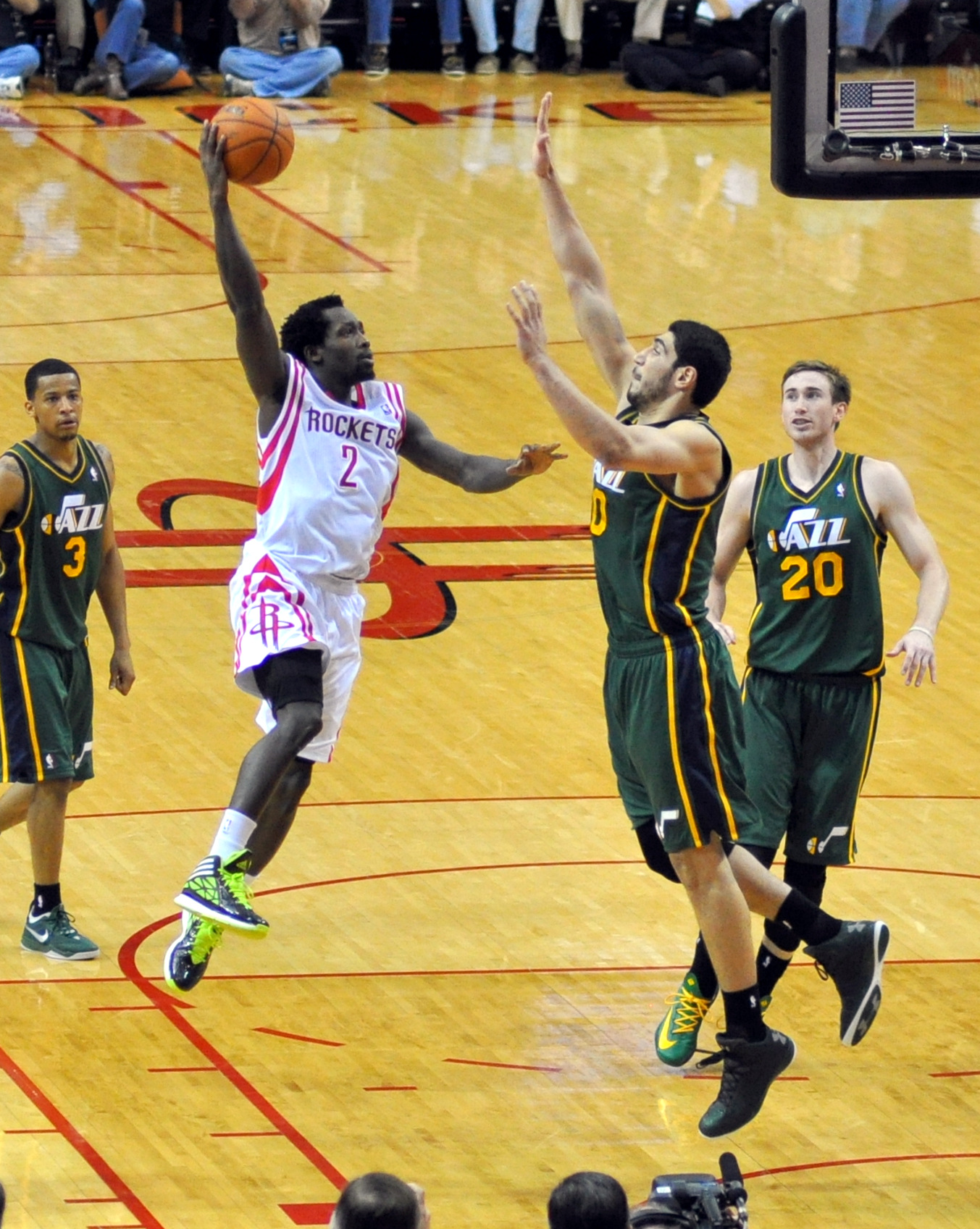
Patrick Beverley (balra, fehérben) 2014 márciusában, Enes Kanter (jobbról a második) ellen.

Beverley a 2013–2014-es szezonban többször is megsérült, mindössze 56 mérkőzésen tudott szerepelni. December 23-án átesett egy műtéten. Két hónappal később ért el először 20 pontot karrierjében, a Phoenix Suns elleni 115–112 arányú győzelem során. Április 12-én ismét elérte ezt a karriercsúcsát a New Orleans Pelicans ellen. 2014. június 2-án beválasztották a második védekező csapatba.
2015. február 14-én Beverley megnyerte a Skills Challenge-et az NBA All Star-hétvégén. 2015. március 30-án megsérült és többet nem szerepelt a szezonban.
2015. július 9-én meghosszabbította szerződését a houstoni csapattal négy évre, 23 millió dollárért. Beválasztották a 2016-os Skills Challenge-be is, de egy bokasérülés miatt nem tudta megvédeni címét. 2016. március 18-án szezoncsúcs 18 pontot dobott, karriercsúcs 10 gólpassz mellett a Minnesota Timberwolves ellen. A Chicago Bulls elleni 103–100 arányú vereség során március 31-én karriercsúcs 22 pontot szerzett.
2016. október 22-én Beverley megsérült, amit követően meg kellett műteni bal térdét. November 17-én lépett először pályára a szezonban, 10 pontot, 12 gólpasszt és 7 lepattanót szerzett a Portland Trail Blazers ellen, mindössze 25 perc alatt. December 7-én három lepattanóra volt első tripladuplájától, 10 ponttal, 7 lepattanóval és 12 gólpasszal, a Los Angeles Lakers ellen. December 21-én szintén közel volt ehhez, 18 pontot, 9 gólpasszt és 9 lepattanót szerzett a Phoenix Suns ellen. 2017. április 2-án karriercsúcs 26 pontot dobott a Phoenix Suns ellen, amelyet két héttel később rájátszás-csúcs 21 ponttal követett az Oklahoma City Thunder ellen. Az évad végén beválasztották az első védekező csapatba, mindössze negyedikként a Rockets történetében, és először Scottie Pippen (1998–1999) óta. Megnyerte az NBA Hustle-díjat.

### Los Angeles Clippers (2017–2021)
2017. június 28-án a Los Angeles Clippers megszerezte Beverleyt, Sam Dekkert, Montrezl Harrellt, Darrun Hilliardot, DeAndre Ligginst, Lou Williamst, Kyle Wiltjert és egy 2018-as első köri választást Chris Paulért cserébe. Első mérkőzésén Beverley 10 pontot szerzett a Los Angeles Lakers ellen. Miután az előszezonban panaszkodott jobb térdére, öt meccset ki kellett hagynia ugyanezért novemberben. November 22-én bejelentették, hogy a szezon fennmaradó részét ki kell hagynia, miután meg kellett műteni jobb térdét.
2019. január 27-én 16 pontja, 10 lepattanója és 8 gólpassza volt a Sacramento Kings elleni 122–108 arányú győzelem során. A rájátszás első fordulójában kétszer is 14 lepattanót szerzett a Golden State Warriors ellen. A szezon után aláírt egy három éves szerződést a csapattal, 40 millió dollárért.
2021. július 3-án eltiltották egy meccsre, miután meglökte Chris Pault egy Phoenix Suns elleni mérkőzésen.

### Minnesota Timberwolves (2021–2022)
2021. augusztus 16-án Beverleyt a Memphis Grizzlies-be küldte a Clippers Daniel Oturu és Rajon Rondo mellett, Eric Bledsoe-ért cserében. Kilenc nappal később a Memphis megegyezett a Minnesota Timberwolves csapatával, melynek értelmében Beverley Minnesotába ment, Jarrett Culverért és Juancho Hernangómezért cserébe.
Miután nagy hatással volt a Timberwolves játékára a szezon első felében, 2022 februárjában aláírt egy egy éves, 13 millió dolláros szerződést, 2023-ig. A szezon végét követően a Timberwolves több másik játékossal és draft-választással együtt a Utah Jazz csapatába küldte Rudy Gobert-ért cserébe.

### Hapoel Tel-Aviv (2024–)
2024. július 16-án írt alá az izraeli Hapóél Tel-Aviv csapatához.

## Statisztikák

### Egyetem
| Év       | Csapat   | JM | KM | JP/M | MG%  | 3P%  | BD%  | LP/M | GP/M | L/M | B/M | P/M  |
| -------- | -------- | -- | -- | ---- | ---- | ---- | ---- | ---- | ---- | --- | --- | ---- |
| 2006–07  | Arkansas | 35 | 34 | 34,4 | .427 | .386 | .812 | 4,5  | 3,1  | 1,7 | 0,4 | 13,9 |
| 2007–08  | Arkansas | 35 | 33 | 33,8 | .412 | .378 | .644 | 6,6  | 2,4  | 1,3 | 0,5 | 12,1 |
| Összesen | Összesen | 70 | 67 | 34,1 | .420 | .382 | .730 | 5,5  | 2,8  | 1,5 | 0,4 | 13,0 |

### Ukrán Kosárlabdaliga
| Év       | Csapat   | JM | LP/M | GP/M | L/M | B/M | P/M  |
| -------- | -------- | -- | ---- | ---- | --- | --- | ---- |
| 2008–09  | Dnyipro  | 46 | 7,0  | 3,6  | 2,2 | 1,3 | 16,7 |
| Összesen | Összesen | 46 | 7,0  | 3,6  | 2,2 | 1,3 | 16,7 |

### Görög Kosárlabdaliga
| Év       | Csapat      | JM | JP/M | MG%  | 3P%  | BD%  | LP/M | GP/M | L/M | B/M | P/M |
| -------- | ----------- | -- | ---- | ---- | ---- | ---- | ---- | ---- | --- | --- | --- |
| 2009–10  | Olimbiakósz | 12 | 17,7 | .605 | .364 | .636 | 3,3  | 2,3  | 0,8 | 0,5 | 5,9 |
| Összesen | Összesen    | 12 | 17,7 | .605 | .364 | .636 | 3,3  | 2,3  | 0,8 | 0,5 | 5,9 |

### Euroliga
| Év       | Csapat      | JM | JP/M | MG%  | 3P%  | BD%  | LP/M | GP/M | L/M | B/M | P/M | PPG |
| -------- | ----------- | -- | ---- | ---- | ---- | ---- | ---- | ---- | --- | --- | --- | --- |
| 2009–10  | Olimbiakósz | 19 | 9,3  | .514 | .182 | .824 | 1,9  | 0,6  | 0,6 | 0,2 | 2,7 | 4,4 |
| Összesen | Összesen    | 19 | 9,3  | .514 | .182 | .824 | 1,9  | 0,6  | 0,6 | 0,2 | 2,7 | 4,4 |

### EuroKupa
| Év       | Csapat                 | JM | JP/M | MG%  | 3P%  | BD%  | LP/M | GP/M | L/M | B/M | P/M  |
| -------- | ---------------------- | -- | ---- | ---- | ---- | ---- | ---- | ---- | --- | --- | ---- |
| 2011–12  | Szpartak Szentpétervár | 16 | 31,9 | .429 | .278 | .810 | 4,1  | 3,7  | 1,9 | 0,3 | 13,3 |
| 2012–13  | Szpartak Szentpétervár | 6  | 30,2 | .511 | .500 | .600 | 4,0  | 2,8  | 1,3 | 0,5 | 12,2 |
| Összesen | Összesen               | 22 | 31,0 | .470 | .389 | .705 | 4,1  | 3,3  | 1,6 | 0,4 | 13,8 |

### NBA

#### Alapszakasz
| Év        | Csapat                 | JM  | KM  | JP/M     | MG%  | 3P%  | BD%  | LP/M | GP/M | L/M | B/M | P/M  |
| --------- | ---------------------- | --- | --- | -------- | ---- | ---- | ---- | ---- | ---- | --- | --- | ---- |
| 2012–13   | Houston Rockets        | 41  | 0   | 17.4     | .418 | .375 | .829 | 2.7  | 2.9  | .9  | .5  | 5.6  |
| 2013–14   | Houston Rockets        | 56  | 55  | 31.3     | .414 | .361 | .814 | 3.5  | 2.7  | 1.4 | .4  | 10.2 |
| 2014–15   | Houston Rockets        | 56  | 55  | 30.8     | .383 | .356 | .750 | 4.2  | 3.4  | 1.1 | .4  | 10.1 |
| 2015–16   | Houston Rockets        | 71  | 63  | 28.7     | .434 | .400 | .682 | 3.5  | 3.4  | 1.3 | .4  | 9.9  |
| 2016–17   | Houston Rockets        | 67  | 67  | 30.7     | .420 | .383 | .768 | 5.9  | 4.2  | 1.5 | .4  | 9.5  |
| 2017–18   | L.A. Clippers          | 11  | 11  | 30.4     | .403 | .400 | .824 | 4.1  | 2.9  | 1.7 | .5  | 12.2 |
| 2018–19   | L.A. Clippers          | 78  | 49  | 27.4     | .407 | .397 | .780 | 5.0  | 3.8  | .9  | .6  | 7.6  |
| 2019–20   | L.A. Clippers          | 51  | 50  | 26.3     | .431 | .388 | .660 | 5.2  | 3.6  | 1.1 | .5  | 7.9  |
| 2020–21   | L.A. Clippers          | 37  | 34  | 22.5     | .423 | .397 | .800 | 3.2  | 2.1  | .8  | .8  | 7.5  |
| 2021–22   | Minnesota Timberwolves | 58  | 54  | 25.4     | .406 | .343 | .722 | 4.1  | 4.6  | 1.2 | .9  | 9.2  |
| 2022–23   | Los Angeles Lakers     | 45  | 45  | 26.9     | .402 | .348 | .780 | 3.1  | 2.6  | .9  | .6  | 6.4  |
| 2022–23   | Chicago Bulls          | 22  | 22  | 27.5     | .395 | .309 | .533 | 4.9  | 3.5  | 1.0 | .7  | 5.8  |
| 2023–2024 | Philadelphia 76ers     | 47  | 5   | 19.6     | .432 | .321 | .810 | 3.1  | 3.1  | .5  | .4  | 6.3  |
| 2023–2024 | Milwaukee Bucks        | 26  | 8   | 20.9     | .391 | .361 | .852 | 3.6  | 2.6  | .7  | .5  | 6.0  |
| Összesen  | Összesen               | 666 | 518 | 27.426.6 | .413 | .371 | .760 | 4.1  | 3.4  | 1.1 | .5  | 8.3  |

#### Play-in
| Év       | Csapat                 | JM | KM | JP/M | MG%  | 3P%  | BD%  | LP/M | GP/M | L/M | B/M | P/M |
| -------- | ---------------------- | -- | -- | ---- | ---- | ---- | ---- | ---- | ---- | --- | --- | --- |
| 2022     | Minnesota Timberwolves | 1  | 1  | 32.9 | .250 | .200 | .500 | 11.0 | 3.0  | 1.0 | 1.0 | 7.0 |
| 2023     | Chicago Bulls          | 2  | 2  | 26.2 | .111 | .143 | –    | 2.5  | 2.5  | .5  | .5  | 1.5 |
| Összesen | Összesen               | 3  | 3  | 28.5 | 1.76 | .167 | .500 | 5.3  | 2.7  | .7  | .7  | 3.3 |

#### Rájátszás
| Év       | Csapat                 | JM | KM | JP/M | MG%  | 3P%  | BD%   | LP/M | GP/M | L/M | B/M | P/M  |
| -------- | ---------------------- | -- | -- | ---- | ---- | ---- | ----- | ---- | ---- | --- | --- | ---- |
| 2013     | Houston Rockets        | 6  | 5  | 33.3 | .431 | .333 | 1.000 | 5.5  | 2.8  | 1.2 | .7  | 11.8 |
| 2014     | Houston Rockets        | 6  | 6  | 33.7 | .380 | .318 | .700  | 4.2  | 1.8  | .5  | .3  | 8.7  |
| 2016     | Houston Rockets        | 5  | 5  | 25.8 | .270 | .214 | 1.000 | 4.4  | 2.2  | .4  | .4  | 5.8  |
| 2017     | Houston Rockets        | 11 | 11 | 29.5 | .413 | .404 | .786  | 5.5  | 4.2  | 1.5 | .2  | 11.1 |
| 2019     | L.A. Clippers          | 6  | 6  | 32.5 | .426 | .433 | .750  | 8.0  | 4.7  | 1.0 | 1.0 | 9.8  |
| 2020     | L.A. Clippers          | 8  | 8  | 20.8 | .513 | .364 | .500  | 4.1  | 2.4  | 1.0 | .4  | 6.3  |
| 2021     | L.A. Clippers          | 17 | 7  | 19.0 | .426 | .351 | .857  | 2.4  | 1.4  | .7  | .7  | 4.9  |
| 2022     | Minnesota Timberwolves | 6  | 6  | 32,3 | .429 | .346 | .682  | 3.2  | 4.8  | 1.2 | 1.3 | 11.0 |
| 2024     | Milwaukee Bucks        | 6  | 6  | 34.9 | .410 | .364 | .867  | 3.3  | 5.5  | 1.0 | .7  | 8.2  |
| Összesen | Összesen               | 71 | 60 | 27.4 | .414 | .361 | .790  | 4.3  | 2.9  | .9  | .6  | 8.2  |

## Magánélet
Patrick Lisa Beverley és Patrick Bracy fiaként született. Egy fia és egy lánya van. 2017. május 7-én Beverley nagyanyja Rheece Morris elhunyt, mindössze órákkal a San Antonio Spurs elleni nyugati főcsoport-elődöntő negyedik mérkőzése előtt.
2007-ben szerepelt a Hoop Reality dokumentumfilmben, amely az 1994-es Kosaras álmok folytatása.